# Isla Bobs
El islote Bobs o isla Bobs (en inglés: Bobs Island) es una de las islas Malvinas. Se ubica en la parte oeste de la bahía de la Maravilla, al norte de la isla Soledad. Se localiza cerca de la desembocadura del río Pedro y de la punta Acantilado en la península Olivieri.